# Llista d'espècies d'idiòpids
Llista d'espècies de idiòpids, una família d'aranyes migalomorfs descrita per primera vegada per Eugène Simon l'any 1889. Presenta una àmplia distribució per l'hemisferi sud i la franja tropical; una espècie, Titanidiops canariensis, està descrita a les Illes Canàries. Aquest llistat conté la informació recollida fins al 30 de setembre de 2006.

## Gèneres i espècies

### Aganippe
Aganippe O. P.-Cambridge, 1877
- Aganippe bancrofti (Rainbow, 1914) (Queensland)
- Aganippe berlandi Rainbow, 1914 (Nova Gal·les del Sud)
- Aganippe castellum Main, 1986 (Oest d'Austràlia)
- Aganippe cupulifex Main, 1957 (Oest d'Austràlia)
- Aganippe modesta Rainbow & Pulleine, 1918 (Sud d'Austràlia)
- Aganippe montana Faulder, 1985 (Nova Gal·les del Sud)
- Aganippe occidentalis Hogg, 1903 (Oest d'Austràlia, Sud d'Austràlia)
- Aganippe pelochroa Rainbow & Pulleine, 1918 (Sud d'Austràlia)
- Aganippe planites Faulder, 1985 (Nova Gal·les del Sud)
- Aganippe rhaphiduca Rainbow & Pulleine, 1918 (Oest d'Austràlia)
- Aganippe robusta Rainbow & Pulleine, 1918 (Sud d'Austràlia)
- Aganippe simpsoni Hickman, 1944 (Sud d'Austràlia)
- Aganippe smeatoni Hogg, 1902 (Sud d'Austràlia)
- Aganippe subtristis O. P.-Cambridge, 1877 (Sud d'Austràlia, Territori del Nord)
- Aganippe winsori Faulder, 1985 (Victòria)

### Anidiops
Anidiops Pocock, 1897
- Anidiops manstridgei Pocock, 1897 (Oest d'Austràlia, Sud d'Austràlia)
- Anidiops villosus (Rainbow, 1914) (Oest d'Austràlia)

### Arbanitis
Arbanitis L. Koch, 1874
- Arbanitis beaury Raven & Wishart, 2005 (Nova Gal·les del Sud)
- Arbanitis longipes (L. Koch, 1873) (Queensland, Nova Gal·les del Sud)
- Arbanitis robertcollinsi Raven & Wishart, 2005 (Queensland)

### Blakistonia
Blakistonia Hogg, 1902
- Blakistonia aurea Hogg, 1902 (Sud d'Austràlia)
- Blakistonia exsiccata (Strand, 1907) (Sud d'Austràlia)
- Blakistonia rainbowi (Pulleine, 1919) (Sud d'Austràlia)

### Cantuaria
Cantuaria Hogg, 1902
- Cantuaria abdita Forster, 1968 (Nova Zelanda)
- Cantuaria allani Forster, 1968 (Nova Zelanda)
- Cantuaria aperta Forster, 1968 (Nova Zelanda)
- Cantuaria apica Forster, 1968 (Nova Zelanda)
- Cantuaria assimilis Forster, 1968 (Nova Zelanda)
- Cantuaria borealis Forster, 1968 (Nova Zelanda)
- Cantuaria catlinensis Forster, 1968 (Nova Zelanda)
- Cantuaria cognatus Forster, 1968 (Nova Zelanda)
- Cantuaria collensis (Todd, 1945) (Nova Zelanda)
- Cantuaria delli Forster, 1968 (Nova Zelanda)
- Cantuaria dendyi (Hogg, 1901) (Nova Zelanda)
- Cantuaria depressa Forster, 1968 (Nova Zelanda)
- Cantuaria dunedinensis Forster, 1968 (Nova Zelanda)
- Cantuaria gilliesi (O. P.-Cambridge, 1878) (Nova Zelanda)
- Cantuaria grandis Forster, 1968 (Nova Zelanda)
- Cantuaria huttoni (O. P.-Cambridge, 1879) (Nova Zelanda)
- Cantuaria insulana Forster, 1968 (Nova Zelanda)
- Cantuaria isolata Forster, 1968 (Nova Zelanda)
- Cantuaria johnsi Forster, 1968 (Nova Zelanda)
- Cantuaria kakahuensis Forster, 1968 (Nova Zelanda)
- Cantuaria kakanuiensis Forster, 1968 (Nova Zelanda)
- Cantuaria lomasi Forster, 1968 (Nova Zelanda)
- Cantuaria magna Forster, 1968 (Nova Zelanda)
- Cantuaria marplesi (Todd, 1945) (Nova Zelanda)
- Cantuaria maxima Forster, 1968 (Nova Zelanda)
- Cantuaria medialis Forster, 1968 (Nova Zelanda)
- Cantuaria minor Forster, 1968 (Nova Zelanda)
- Cantuaria myersi Forster, 1968 (Nova Zelanda)
- Cantuaria napua Forster, 1968 (Nova Zelanda)
- Cantuaria orepukiensis Forster, 1968 (Nova Zelanda)
- Cantuaria parrotti Forster, 1968 (Nova Zelanda)
- Cantuaria pilama Forster, 1968 (Nova Zelanda)
- Cantuaria prina Forster, 1968 (Nova Zelanda)
- Cantuaria reducta Forster, 1968 (Nova Zelanda)
- Cantuaria secunda Forster, 1968 (Nova Zelanda)
- Cantuaria sinclairi Forster, 1968 (Nova Zelanda)
- Cantuaria stephenensis Forster, 1968 (Nova Zelanda)
- Cantuaria stewarti (Todd, 1945) (Nova Zelanda)
- Cantuaria sylvatica Forster, 1968 (Nova Zelanda)
- Cantuaria toddae Forster, 1968 (Nova Zelanda)
- Cantuaria vellosa Forster, 1968 (Nova Zelanda)
- Cantuaria wanganuiensis (Todd, 1945) (Nova Zelanda)

### Cataxia
Cataxia Rainbow, 1914
- Cataxia babindaensis Main, 1969 (Queensland)
- Cataxia bolganupensis (Main, 1985) (Oest d'Austràlia)
- Cataxia cunicularis (Main, 1983) (Queensland)
- Cataxia dietrichae Main, 1985 (Queensland)
- Cataxia eungellaensis Main, 1969 (Queensland)
- Cataxia maculata Rainbow, 1914 (Queensland)
- Cataxia pallida (Rainbow & Pulleine, 1918) (Queensland)
- Cataxia pulleinei (Rainbow, 1914) (Queensland, Nova Gal·les del Sud)
- Cataxia spinipectoris Main, 1969 (Queensland)
- Cataxia stirlingi (Main, 1985) (Oest d'Austràlia)
- Cataxia Victòriae (Main, 1985) (Victòria)

### Ctenolophus
Ctenolophus Purcell, 1904
- Ctenolophus cregoei (Purcell, 1902) (Sud-àfrica)
- Ctenolophus fenoulheti Hewitt, 1913 (Sud-àfrica)
- Ctenolophus heligmomeriformis Strand, 1907 (Sud-àfrica)
- Ctenolophus kolbei (Purcell, 1902) (Sud-àfrica)
- Ctenolophus oomi Hewitt, 1913 (Sud-àfrica)
- Ctenolophus pectinipalpis (Purcell, 1903) (Sud-àfrica)
- Ctenolophus spiricola (Purcell, 1903) (Sud-àfrica)

### Eucyrtops
Eucyrtops Pocock, 1897
- Eucyrtops eremaeus Main, 1957 (Oest d'Austràlia)
- Eucyrtops latior (O. P.-Cambridge, 1877) (Oest d'Austràlia)
- Eucyrtops riparius Main, 1957 (Oest d'Austràlia)

### Euoplos
Euoplos Rainbow, 1914
- Euoplos annulipes (C. L. Koch, 1841) (Tasmània)
- Euoplos bairnsdale (Main, 1995) (Victòria)
- Euoplos ballidu (Main, 2000) (Oest d'Austràlia)
- Euoplos festivus (Rainbow & Pulleine, 1918) (Oest d'Austràlia)
- Euoplos hoggi (Simon, 1908) (Oest d'Austràlia, Sud d'Austràlia)
- Euoplos inornatus (Rainbow & Pulleine, 1918) (Oest d'Austràlia)
- Euoplos mcmillani (Main, 2000) (Oest d'Austràlia)
- Euoplos ornatus (Rainbow & Pulleine, 1918) (Queensland)
- Euoplos similaris (Rainbow & Pulleine, 1918) (Queensland)
- Euoplos spinnipes Rainbow, 1914 (Queensland)
- Euoplos tasmanicus (Hickman, 1928) (Tasmània)
- Euoplos variabilis (Rainbow & Pulleine, 1918) (Queensland, Nova Gal·les del Sud)
  - Euoplos variabilis flavomaculata (Rainbow & Pulleine, 1918) (Queensland)
- Euoplos victoriensis (Main, 1995) (Victòria)
- Euoplos zorodes (Rainbow & Pulleine, 1918) (Sud d'Austràlia)

### Galeosoma
Galeosoma Purcell, 1903
- Galeosoma coronatum Hewitt, 1915 (Sud-àfrica)
  - Galeosoma coronatum sphaeroideum Hewitt, 1919 (Sud-àfrica)
- Galeosoma crinitum Hewitt, 1919 (Sud-àfrica)
- Galeosoma hirsutum Hewitt, 1916 (Sud-àfrica)
- Galeosoma mossambicum Hewitt, 1919 (Moçambic)
- Galeosoma pallidum Hewitt, 1915 (Sud-àfrica)
  - Galeosoma pallidum pilosum Hewitt, 1916 (Sud-àfrica)
- Galeosoma planiscutatum Hewitt, 1919 (Sud-àfrica)
- Galeosoma pluripunctatum Hewitt, 1919 (Sud-àfrica)
- Galeosoma robertsi Hewitt, 1916 (Sud-àfrica)
- Galeosoma schreineri Hewitt, 1913 (Sud-àfrica)
- Galeosoma scutatum Purcell, 1903 (Sud-àfrica)
- Galeosoma vandami Hewitt, 1915 (Sud-àfrica)
  - Galeosoma vandami circumjunctum Hewitt, 1919 (Sud-àfrica)
- Galeosoma vernayi Hewitt, 1935 (Botswana)

### Genysa
Genysa Simon, 1889
- Genysa bicalcarata Simon, 1889 (Madagascar)
- Genysa decorsei (Simon, 1902) (Madagascar)
- Genysa decorsei (Simon, 1902) (Madagascar)

### Gorgyrella
Gorgyrella Purcell, 1902
- Gorgyrella hirschhorni (Hewitt, 1919) (Zimbabwe)
- Gorgyrella inermis Tucker, 1917 (Tanzània)
- Gorgyrella namaquensis Purcell, 1902 (Sud-àfrica)
- Gorgyrella schreineri Purcell, 1903 (Sud-àfrica)

### Heligmomerus
Heligmomerus Simon, 1892
- Heligmomerus astutus (Hewitt, 1915) (Sud-àfrica)
- Heligmomerus caffer Purcell, 1903 (Sud-àfrica)
- Heligmomerus carsoni Pocock, 1897 (Tanzània)
- Heligmomerus deserti Pocock, 1901 (Botswana)
- Heligmomerus jeanneli Berland, 1914 (Est d'Àfrica)
- Heligmomerus prostans Simon, 1892 (Índia)
- Heligmomerus somalicus Pocock, 1896 (Somalia)
- Heligmomerus taprobanicus Simon, 1892 (Sri Lanka)

### Hiboka
Hiboka Fage, 1922
- Hiboka geayi Fage, 1922 (Madagascar)

### Idiops
Idiops Perty, 1833
- Idiops angusticeps (Pocock, 1899) (Oest d'Àfrica)
- Idiops argus Simon, 1889 (Veneçuela)
- Idiops arnoldi Hewitt, 1914 (Sud-àfrica)
- Idiops aussereri Simon, 1876 (Congo)
- Idiops barkudensis (Gravely, 1921) (Índia)
- Idiops bersebaensis Strand, 1917 (Namíbia)
- Idiops biharicus Gravely, 1915 (Índia)
- Idiops bombayensis Siliwal, Molur & Biswas, 2005 (Índia)
- Idiops bonapartei Hasselt, 1888 (Surinam)
- Idiops briodae (Schenkel, 1937) (Zimbabwe)
- Idiops cambridgei Ausserer, 1875 (Colòmbia)
- Idiops camelus (Mello-Leitão, 1937) (Brasil)
- Idiops castaneus Hewitt, 1913 (Sud-àfrica)
- Idiops clarus (Mello-Leitão, 1946) (Argentina, Uruguai)
- Idiops constructor (Pocock, 1900) (Índia)
- Idiops crassus Simon, 1884 (Myanmar)
- Idiops crudeni (Hewitt, 1914) (Sud-àfrica)
- Idiops curvicalcar Roewer, 1953 (Congo)
- Idiops curvipes (Thorell, 1899) (Camerun)
- Idiops damarensis Hewitt, 1934 (Namíbia)
- Idiops designatus O. P.-Cambridge, 1885 (Índia)
- Idiops fageli Roewer, 1953 (Congo)
- Idiops flaveolus (Pocock, 1901) (Sud-àfrica)
- Idiops fortis (Pocock, 1900) (Índia)
- Idiops fossor (Pocock, 1900) (Índia)
- Idiops fryi (Purcell, 1903) (Sud-àfrica)
- Idiops fulvipes Simon, 1889 (Veneçuela)
- Idiops fuscus Perty, 1833 (Brasil)
- Idiops garoensis (Tikader, 1977) (Índia)
- Idiops gerhardti Hewitt, 1913 (Sud-àfrica)
- Idiops germaini Simon, 1892 (Brasil)
- Idiops gracilipes (Hewitt, 1919) (Sud-àfrica)
- Idiops grandis (Hewitt, 1915) (Sud-àfrica)
- Idiops gunningi Hewitt, 1913 (Sud-àfrica)
  - Idiops gunningi elongatus Hewitt, 1915 (Sud-àfrica)
- Idiops hamiltoni (Pocock, 1902) (Sud-àfrica)
- Idiops harti (Pocock, 1893) (St. Vincent)
- Idiops hepburni (Hewitt, 1919) (Sud-àfrica)
- Idiops hirsutipedis Mello-Leitão, 1941 (Argentina)
- Idiops hirsutus (Hewitt, 1919) (Sud-àfrica)
- Idiops kanonganus Roewer, 1953 (Congo)
- Idiops kaperonis Roewer, 1953 (Congo)
- Idiops kazibius Roewer, 1953 (Congo)
- Idiops kentanicus (Purcell, 1903) (Sud-àfrica)
- Idiops lacustris (Pocock, 1897) (Tanzània)
- Idiops lusingius Roewer, 1953 (Congo)
- Idiops madrasensis (Tikader, 1977) (Índia)
- Idiops mafae Lawrence, 1927 (Namíbia)
- Idiops meadei O. P.-Cambridge, 1870 (Uganda)
- Idiops melloleitaoi (Caporiacco, 1949) (Kenya)
- Idiops microps (Hewitt, 1913) (Sud-àfrica)
- Idiops monticola (Hewitt, 1916) (Sud-àfrica)
- Idiops monticoloides (Hewitt, 1919) (Sud-àfrica)
- Idiops mossambicus (Hewitt, 1919) (Moçambic)
- Idiops munois Roewer, 1953 (Congo)
- Idiops neglectus L. Koch, 1875 (desconegut)
- Idiops nigropilosus (Hewitt, 1919) (Sud-àfrica)
- Idiops ochreolus (Pocock, 1902) (Sud-àfrica)
- Idiops opifex (Simon, 1889) (Guaiana Francesa)
- Idiops palapyi Tucker, 1917 (Sud-àfrica)
- Idiops pallidipes Purcell, 1908 (Sud-àfrica)
- Idiops parvus Hewitt, 1915 (Sud-àfrica)
- Idiops petiti (Guérin, 1838) (Brasil)
- Idiops pirassununguensis Fukami & Lucas, 2005 (Brasil)
- Idiops prescotti Schenkel, 1937 (Tanzània)
- Idiops pretoriae (Pocock, 1898) (Sud-àfrica)
- Idiops pulcher Hewitt, 1914 (Sud-àfrica)
- Idiops pulloides Hewitt, 1919 (Sud-àfrica)
- Idiops pullus Tucker, 1917 (Sud-àfrica)
- Idiops pungwensis Purcell, 1904 (Sud-àfrica)
- Idiops pylorus Schwendinger, 1991 (Tailàndia)
- Idiops rastratus (O. P.-Cambridge, 1889) (Brasil)
- Idiops robustus (Pocock, 1898) (Est d'Àfrica)
- Idiops rohdei Karsch, 1886 (Paraguai)
- Idiops royi Roewer, 1961 (Senegal)
- Idiops santaremius (F. O. P.-Cambridge, 1896) (Brasil)
- Idiops schenkeli Lessert, 1938 (Congo)
- Idiops schreineri (Hewitt, 1916) (Sud-àfrica)
- Idiops siolii (Bücherl, 1953) (Brasil)
- Idiops spirifer Roewer, 1942 (Sud-àfrica)
- Idiops straeleni Roewer, 1953 (Congo)
- Idiops striatipes Purcell, 1908 (Sud-àfrica)
- Idiops sylvestris (Hewitt, 1925) (Sud-àfrica)
- Idiops Síriacus O. P.-Cambridge, 1870 (Síria, Israel)
- Idiops thorelli O. P.-Cambridge, 1870 (Sud-àfrica)
- Idiops upembensis Roewer, 1953 (Congo)
- Idiops vandami (Hewitt, 1925) (Sud-àfrica)
- Idiops versicolor (Purcell, 1903) (Sud-àfrica)
- Idiops wittei Roewer, 1953 (Congo)
- Idiops Iemenensis Simon, 1890 (Iemen)

### Idiosoma
Idiosoma Ausserer, 1871
- Idiosoma hirsutum Main, 1952 (Oest d'Austràlia)
- Idiosoma nigrum Main, 1952 (Oest d'Austràlia)
- Idiosoma sigillatum (O. P.-Cambridge, 1870) (Oest d'Austràlia)

### Misgolas
Misgolas Karsch, 1878
- Misgolas andrewsi (Hogg, 1902) (Sud d'Austràlia)
- Misgolas beni Wishart, 2006 (Nova Gal·les del Sud)
- Misgolas biroi (Kulczyn'ski, 1908) (Sud d'Austràlia)
- Misgolas bithongabel Raven & Wishart, 2005 (Queensland)
- Misgolas cliffi Wishart, 2006 (Nova Gal·les del Sud)
- Misgolas crispus (Karsch, 1878) (Tasmània)
- Misgolas dereki Wishart, 1992 (Nova Gal·les del Sud)
- Misgolas echo Raven & Wishart, 2005 (Queensland, Nova Gal·les del Sud)
- Misgolas elegans (Rainbow & Pulleine, 1918) (Nova Gal·les del Sud)
- Misgolas gracilis (Rainbow & Pulleine, 1918) (Nova Gal·les del Sud, possiblementNova Guinea)
- Misgolas hirsutus (Rainbow & Pulleine, 1918) (Queensland)
- Misgolas hubbardi Wishart, 1992 (Nova Gal·les del Sud)
- Misgolas kirstiae Wishart, 1992 (Nova Gal·les del Sud)
- Misgolas lynabra Wishart, 2006 (Nova Gal·les del Sud)
- Misgolas maculosus (Rainbow & Pulleine, 1918) (Nova Gal·les del Sud)
- Misgolas mascordi Wishart, 1992 (Nova Gal·les del Sud)
- Misgolas melancholicus (Rainbow & Pulleine, 1918) (Nova Gal·les del Sud)
- Misgolas mestoni (Hickman, 1928) (Tasmània)
- Misgolas michaeli Wishart, 2006 (Nova Gal·les del Sud)
- Misgolas monteithi Raven & Wishart, 2005 (Queensland)
- Misgolas ornatus (Rainbow, 1914) (Queensland)
- Misgolas papillosus (Rainbow & Pulleine, 1918) (Queensland)
- Misgolas rapax Karsch, 1878 (Nova Gal·les del Sud)
- Misgolas robertsi (Main & Mascord, 1974) (Nova Gal·les del Sud)
- Misgolas rodi Wishart, 2006 (Nova Gal·les del Sud)
- Misgolas trangae Wishart, 2006 (Nova Gal·les del Sud)
- Misgolas villosus (Rainbow, 1914) (Nova Gal·les del Sud)
- Misgolas wayorum Wishart, 2006 (Nova Gal·les del Sud)

### Neocteniza
Neocteniza Pocock, 1895
- Neocteniza australis Goloboff, 1987 (Brasil, Argentina)
- Neocteniza chancani Goloboff & Platnick, 1992 (Argentina)
- Neocteniza coylei Goloboff & Platnick, 1992 (Perú)
- Neocteniza fantastica Platnick & Shadab, 1976 (Colòmbia)
- Neocteniza malkini Platnick & Shadab, 1981 (Ecuador)
- Neocteniza mexicana F. O. P.-Cambridge, 1897 (Guatemala)
- Neocteniza minima Goloboff, 1987 (Bolívia, Argentina)
- Neocteniza myriamae Bertani, Fukushima & Nagahama, 2006 (Brasil)
- Neocteniza occulta Platnick & Shadab, 1981 (Panamà)
- Neocteniza osa Platnick & Shadab, 1976 (Costa Rica)
- Neocteniza paucispina Platnick & Shadab, 1976 (Guatemala)
- Neocteniza platnicki Goloboff, 1987 (Paraguai)
- Neocteniza pococki Platnick & Shadab, 1976 (Veneçuela)
- Neocteniza sclateri Pocock, 1895 (Guyana)
- Neocteniza spinosa Goloboff, 1987 (Argentina)
- Neocteniza subirana Platnick & Shadab, 1976 (Hondures)
- Neocteniza toba Goloboff, 1987 (Paraguai, Argentina)

### Prothemenops
Prothemenops Schwendinger, 1991
- Prothemenops siamensis Schwendinger, 1991 (Tailàndia)

### Scalidognathus
Scalidognathus Karsch, 1891
- Scalidognathus montanus (Pocock, 1900) (Índia)
- Scalidognathus oreophilus Simon, 1892 (Sri Lanka)
- Scalidognathus radialis (O. P.-Cambridge, 1869) (Sri Lanka)
- Scalidognathus seticeps Karsch, 1891 (Seychelles)

### Segregara
Segregara Tucker, 1917
- Segregara abrahami (Hewitt, 1913) (Sud-àfrica)
- Segregara transvaalensis (Hewitt, 1913) (Sud-àfrica)
  - Segregara transvaalensis paucispinulosus (Hewitt, 1915) (Sud-àfrica)

### Titanidiops
Titanidiops Simon, 1903
- Titanidiops canariensis Wunderlich, 1992 (Illes Canàries)
- Titanidiops compactus (Gerstäcker, 1873) (Est d'Àfrica)
- Titanidiops maroccanus Simon, 1909 (Marroc)